# NEAR Shoemaker
NEAR Shoemaker (ang. Near Earth Asteroid Rendezvous) – amerykańska sonda kosmiczna przeznaczona do badania okołoziemskich planetoid. Była pierwszą sondą wchodzącą w skład programu NASA o nazwie Discovery. Początkowo nosiła nazwę NEAR, jednak 14 marca 2000 zmieniono ją w celu uczczenia amerykańskiego astronoma i geologa Eugene’a Shoemakera.
Całkowita masa sondy wynosiła 805 kg, bez paliwa natomiast 487 kg.

## Przebieg misji
Została wystrzelona 17 lutego 1996 roku za pomocą rakiety Delta II 7925 z kosmodromu na Przylądku Canaveral.
Głównym celem misji było wejście na orbitę wokół planetoidy (433) Eros i zbadanie m.in. jej składu i właściwości fizycznych. Jednak wcześniej – 27 czerwca 1997 – sonda przeleciała w odległości ok. 1200 km od planetoidy (253) Mathilde, wykonując zdjęcia 60% jej powierzchni oraz szereg badań naukowych. Pierwszy przelot wokół Erosa w odległości 3827 km nastąpił 23 grudnia 1999, zaś wejście na orbitę wokół tej planetoidy miało miejsce 14 lutego 2000.

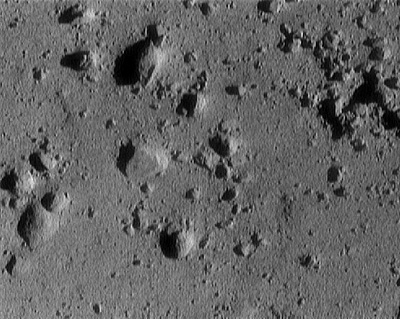
Planetoida Eros z wysokości około 250 metrów (obszar na zdjęciu ma 12 metrów szerokości). Zdjęcie wykonane przez NEAR Shoemaker tuż przed lądowaniem na powierzchni.

Po prawie roku pozostawania na orbicie, 12 lutego 2001 sonda wykonała manewr kontrolowanego lądowania na powierzchni Erosa z prędkością 1,6 m/s, przesyłając 69 zdjęć skalistej powierzchni Erosa wykonanych podczas tej operacji. Było to pierwsze w historii lądowanie statku kosmicznego na powierzchni planetoidy. Mimo że sonda nie została zaprojektowana do takiego lądowania, jej aparatura działała nadal. Przez dwa tygodnie zbierał jeszcze dane spektrometr promieniowania gamma. Ostatni kontakt z sondą nawiązano 28 lutego. Próba przeprowadzenia kontaktu 10 grudnia 2002 nie powiodła się.
NEAR Shoemaker przesłał podczas swojej misji ok. 160 000 zdjęć Erosa, na których wykryto ponad 100 000 kraterów. Całkowity koszt misji wyniósł 220,5 miliona USD, z czego 60,8 miliona stanowiły koszty obsługi misji już po wystrzeleniu sondy w kosmos.